# Hippocampus algiricus
Hippocampus algiricus is een  straalvinnige vissensoort uit de familie van zeenaalden en zeepaardjes (Syngnathidae). De wetenschappelijke naam van de soort is voor het eerst geldig gepubliceerd in 1856 door Johann Jakob Kaup. Doordat er weinig over dit zeepaardje bekend is stond de soort lang als onzeker op de Rode Lijst van de IUCN. Dit werd in 2012 aangepast naar kwetsbaar.
Hippocampus algiricus komt voor in de tropische wateren rond West-Afrika van Senegal in het noorden tot Angola in het zuiden. Daartussen is het zeepaardje ook te vinden in de wateren van Benin, Ivoorkust, Gambia, Ghana, Guinee, Liberia, Nigeria, Sao Tomé en Principe, en Sierra Leone. Het langst gemeten exemplaar was 19,2 centimeter lang. De soort wordt vermoedelijk net als het kortsnuitzeepaardje (H. hippocampus) naar Oost-Azië geëxporteerd voor gebruik in traditionele Chinese medicijnen, maar het is onbekend of dat gevolgen heeft op de populatie. Alleen dieren die langer dan 10 centimeter zijn mogen worden verhandeld.